# ダブルコセガレ
ダブルコセガレとは、かつてケーエープロダクションに所属していたお笑いコンビである。1999年4月コンビ結成、2004年解散。

## 概要
- 第22回今宮子供えびすマンザイ新人コンクール・福笑い大賞を2001年に受賞するなど関西では期待されていたコンビだったが、2004年に解散。
- NHK「爆笑オンエアバトル」には初年度から6回挑戦（全て大阪収録）したが、いずれもオフエアであった。なお新宅はコンビ解散後ピン芸人として活動した。

## メンバー
浅田修治（あさだ　しゅうじ、1979年7月13日 -  ）、大阪府出身、A型、172cm、68kg
新宅崇央（しんたく　たかお、1979年4月8日 -  ）、大阪府出身、B型、175cm、63kg
- 解散後、タカオカナ!、しんたくいぬい、と新コンビを結成しては解散を繰り返す。
- タカオカナ!としては、2005年に第26回ABCお笑い新人グランプリ。しんたくいぬい時代には、2007年に第42回上方漫才大賞の本戦にノミネートされる。

## 主なネタ
- コントと漫才両方を得意としていた。
- 野球
- 引越し
- 卒業アルバム
- 銭湯
- 空港
- シャボン玉

## 賞歴
- 第22回今宮子供えびすマンザイ新人コンクール　福笑い大賞　2001年

## 出演番組
- 爆笑オンエアバトル（NHK総合）戦績0勝6敗 最高249KB
  - 通算0勝の芸人の中では3番目に敗戦が多い芸人である（後に「爆烈Q」「クワバタオハラ」も経験）。なお、出場した全ての回で同じ地方大会のみ挑戦している唯一のコンビでもある。
  - 6戦中4戦で100KB台を記録するなど、かなり苦戦していた。